# Parasyntormon occidentale
Parasyntormon occidentale är en tvåvingeart som först beskrevs av Aldrich 1894.  Parasyntormon occidentale ingår i släktet Parasyntormon och familjen styltflugor. Inga underarter finns listade i Catalogue of Life.